# Kenyon
Kenyon é uma cidade localizada no estado americano de Minnesota, no Condado de Goodhue.

## Demografia
Segundo o censo americano de 2000, a sua população era de 1661 habitantes.
Em 2006, foi estimada uma população de 1673, um aumento de 12 (0.7%).

## Geografia
De acordo com o United States Census Bureau tem uma área de
5,8 km², dos quais 5,8 km² cobertos por terra e 0,0 km² cobertos por água. Kenyon localiza-se a aproximadamente 306 m acima do nível do mar.

## Localidades na vizinhança
O diagrama seguinte representa as localidades num raio de 24 km ao redor de Kenyon.